# Sécurité
Ne doit pas être confondu avec la sûreté, en tant que concept politique.
 (janvier 2009).
Si vous disposez d'ouvrages ou d'articles de référence ou si vous connaissez des sites web de qualité traitant du thème abordé ici, merci de compléter l'article en donnant les références utiles à sa vérifiabilité et en les liant à la section « Notes et références ».

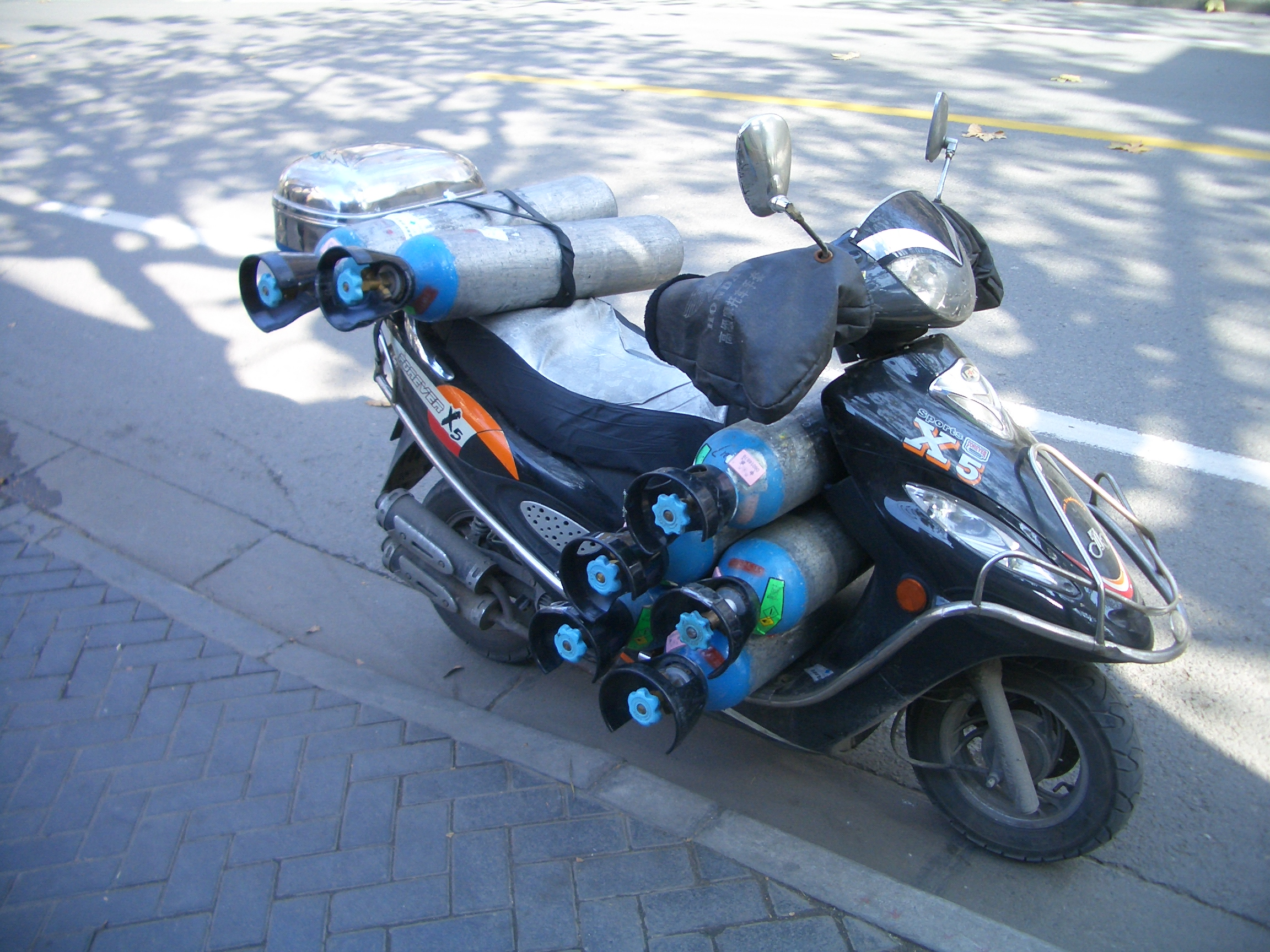
Le transport dans de bonnes conditions de matériel est une des conditions de santé et sécurité au travail dans certains pays. Cet exemple de mode de transport pour des bouteilles de gaz pressurisé a une forte probabilité de mise en péril des biens et des personnes.

Physiquement, la sécurité est l'état d'une situation présentant le minimum de risque.
Psychiquement, la sécurité est l'état d'esprit d'une personne qui se sent tranquille et confiante. Pour l'individu ou un groupe, c'est le sentiment (bien ou mal fondé) d'être à l'abri de tout danger et risque.

## Généralités
La sécurité d'une entité (objet, personne, entité politique, juridique, intellectuelle, écologique, informatique) s'envisage individuellement ou collectivement, soit comme objectif (objectif de sécurité), en tant que droit (droit à la sécurité), en tant que valeur (la sécurité est la première des libertés), en tant qu'état de ce qui est sécurisé, en tant que fonction ou d'activité qui vise à sécuriser cette entité ; face à des risques et/ou à des menaces (ces deux notions n'étant pas réductibles l'une à l'autre).
S'agissant des risques, il peut s'agir de risques de défaillance ou de dégradation (voire de destruction) de cette entité qui sont imputables soit à une erreur, soit à une faute imputable à l'entité elle-même et/ou à son environnement extérieur, ou encore de risques dits systémiques généralement liés à l'incomplétude, à la non prévisibilité, à la non intégrité, à la non fiabilité, à la non robustesse ou à l'incohérence conceptuelle d'une théorie, d'un système ou d'une organisation (par exemple les risques liés à la défaillance des systèmes monétaire et bancaire internationaux, ou les risques environnementaux).
S'agissant des menaces, elles peuvent prendre la forme de menaces de nature criminelle (y inclus le terrorisme), de nature délictuelle, de nature politique, de nature militaire, de nature diplomatique, de nature technique (hacking…), de nature économique, de nature financière, de nature sociale, ou encore de nature environnementale (cyclones, dérèglement climatique, désertification, risques de pollution, sécheresse, incendie ou d'inondation…) (NB : la menace environnementale étant essentiellement imputable aux aléas naturels, alors que le risque environnemental est essentiellement imputable à l'activité humaine).
La sécurité comporte un aspect psychologique et un aspect objectif. On parle dès lors de sécurité subjective et de sécurité objective.
L’approche objective de la sécurité s’intéresse aux causes (anglais : security) et aux effets (anglais : safety). « Security » étant les mesures prises contre les actes commis par malveillance (vols, incendies volontaires, attentats, etc.), et « safety » les mesures prises contre les phénomènes accidentels, naturels (tempêtes, fuites d'eau, etc.). Elle procède de la mise en œuvre de mesures passives ainsi que de mesures actives. C'est une démarche qui peut s'appliquer à de multiples domaines (sécurité juridique, construction mécanique, sécurité des machines…). Du point de vue méthodologique, la démarche de sécurité est, comme la qualité, une démarche transversale, que l'on peut trouver dans les ingénieries complexes, dans lesquelles le principe de Pareto devient un outil de tout premier plan.
On distingue parfois la sécurité passive, très liée au domaine de la prévention) et de la sécurité active. Ces deux notions se complètent, chacune étant facteur d'une meilleure sécurité : la prévention, qui vise à diminuer le risque de survenance, et la protection (sécurité « active ») qui diminuera les conséquences si l'événement dommageable survient.
La sécurité est un concept applicable à de nombreux domaines. On peut en citer quelques-uns, avec les organismes ou services destinés à prévenir un risque ou un danger.

### La défense
La défense d'une entité (politique, juridique, économique, physique, humaine…) rassemble l'ensemble des activités et des moyens qui concourent à prévenir et à opposer des parades offensives et défensives, actives et passives, militaires ou non militaires à des menaces de toute nature, potentielles, déclarées ou avérées à l'égard de cette entité. Opérant autant à l'encontre des causes que des effets de ces menaces, elle constitue à ce titre une composante majeure de la sécurité.

### La politique internationale
Le Conseil de sécurité de l'ONU est chargé de veiller à la sécurité et à la paix dans le monde.

### La sécurité nationale
La sécurité nationale, en tant que concept explicite, est un concept nouveau en France et, plus généralement, au sein de l'Union européenne (il apparaît pour la première fois dans le nouveau traité, dit traité de Lisbonne, adopté par les chefs d'État et de gouvernement le 13 décembre 2007).
Il recouvre l'ensemble des instruments (institutions, doctrines, activités et moyens) de nature civile (politique, diplomatique, économique, juridique…) et de nature militaire que met en œuvre un État pour protéger ses intérêts nationaux essentiels (intérêts vitaux, intérêts de souveraineté, intérêts de sécurité, intérêts stratégiques), en temps de guerre, en temps de crise comme en temps de paix, contre des risques et des menaces de toute nature, militaire ou non militaire, potentiels, déclarés ou avérés tant à l'égard de la nation que de l'État.
La sécurité nationale concourt à prévenir et à opposer des parades offensives et défensives, actives et passives, militaires ou non militaires à ces risques et à ces menaces. Opérant autant à l'encontre des causes que des effets de ces derniers, elle constitue une composante centrale de la sécurité d'un pays, au même titre que la défense qui n'en constitue qu'un élément particulier dédié spécifiquement au traitement des seules menaces.

### La sécurité civile
La sécurité civile est l'ensemble des moyens mis en œuvre par un État ou une organisation pour protéger des populations civiles (personnes morales et personnes physiques), ainsi que leurs biens et activités, en temps de guerre, en temps de crise comme en temps de paix contre des risques et des menaces de toute nature, civile ou militaire.
Elle consiste notamment à garantir la sécurité des personnes morales et physiques civiles contre les risques naturels (incendies d'origine naturelle, inondations, ou inhérents à l'activité humaine (risques chimiques…), ou contre les menaces diverses qui peuvent mettre en danger leur sécurité, comme celle de leurs biens ou de leurs activités (actes de terrorisme, actes de vandalisme…).
Elle ne résume pas à elle-seule le volet civil de la sécurité (lequel comporte notamment la sécurité publique, la sécurité intérieure, la défense civile, la sécurité environnementale, la sécurité alimentaire, la sécurité sanitaire, la sécurité économique, la sécurité industrielle, la sécurité juridique, etc.).
Constituant un droit civil fondamental, elle est due non seulement au citoyen de cet État mais également à toute personne morale ou physique résidant sur le territoire sur lequel cet état ou cette Organisation exerce une compétence en la matière. Bien que ce terme évoque spontanément la notion de « protection civile » (protection des civils), il ne s'y réduit absolument pas.
La sécurité civile relève d'une compétence régalienne qui incombe actuellement au ministère de l'intérieur (compétence déléguée par le gouvernement qui est l'institution compétente en regard des dispositions constitutionnelles en la matière) et dont la mise en œuvre peut être déléguée, pour partie, à des organisations internationales, nationales ou régionales, civiles, publiques ou privées.

### La sécurité intérieure
La sécurité intérieure est l'ensemble des instruments (objectifs, institutions, doctrine, instruments juridiques et de procédures, moyens opérationnels, etc.) que conçoit et met en œuvre un État - ou une organisation (par exemple, l'Union européenne) - pour garantir la sécurité de la Nation, de l'État, de la population résidant sur le territoire sur lequel il exerce sa souveraineté, de leurs biens patrimoniaux (matériels et immatériels) et de leurs activités face à des menaces de nature criminelle relevant de la justice pénale.

### La sécurité juridique
Ce sont les méthodes qui ont pour but de protéger les citoyens contre les effets secondaires négatifs des lois, et qui touchent à la cohérence des codes, lois, et règlements à l'intérieur du droit et de la structure juridique d'un pays.

## Stabilité du cadre social

### La sécurité économique
On entend par sécurité économique l'ensemble des mesures visant à garantir un environnement économique sûr, équitable, et dynamique, propice aux innovations, aux investissements intérieurs et étrangers et à une croissance soutenue, ce qui assure à la population un niveau de vie élevé et en progression constante.

#### La sécurité des approvisionnements
La sécurité des approvisionnements concerne tous les produits qui doivent être importés :
- l'énergie importée (pétrole, gaz, charbon, uranium),
- les matières premières pour l'industrie manufacturière,
- les matières premières pour l'industrie agroalimentaire,

La sécurité des approvisionnements comprend notamment :
- l'organisation de stocks de sécurité ;
- les mesures de crise et la législation correspondante.

En Europe, la sécurité des approvisionnements pétroliers demande des mesures d'harmonisation des gestions de stocks et de la législation.

#### La sécurité financière
Ce sont les procédures qui touchent à la gestion des risques financiers, à la sécurité des échanges financiers entre organismes (entreprises, banques…).

### La sécurité alimentaire
Le concept de sécurité alimentaire fait référence à la disponibilité ainsi qu'à l'accès à la nourriture en quantité et en qualité suffisantes.
Le management de la sécurité des denrées alimentaires fait l'objet d'une série de normes ISO (ISO 22000, ISO 22002, ISO 22004, ISO 22005).

### La sécurité sanitaire
Un volet important de la sécurité sanitaire est la sécurité alimentaire, mais ce n'est pas le seul.
La sécurité alimentaire fait l'objet d'une attention de plus en plus soutenue de la part des professionnels de cette filière, en raison des risques sanitaires et de la complexité du cycle de vie dans les activités agroalimentaires. Il est nécessaire d'être vigilant sur ce type de risque, et de mettre en œuvre des mesures visant à une meilleure qualité sanitaire de la nourriture. Les industries agroalimentaires adoptent de plus en plus des mesures de traçabilité.

## Sécurité assurée par les acteurs sociaux

### La sécurité industrielle
Dans la gestion d'entreprise, la sécurité consiste de façon générale à garantir la pérennité de l'entreprise, c'est-à-dire à concilier les exigences de rentabilité à court terme, avec les exigences de sécurité visant à réduire les risques, sur le plan environnemental, social, économique, générés par l'activité de l'entreprise sur un plus long terme, pouvant affecter ses parties prenantes (voir Responsabilité sociale des entreprises).

### La sécurité au travail
La sécurité en entreprise ou en collectivité locale (conseils généraux, mairies, établissements recevant du public…) est devenue, avec la prise de conscience face aux risques, un domaine incontournable. Cette prise de conscience, qui n'évolue malheureusement qu'au fur et à mesure des accidents industriels (grands incendies, explosions, pollutions, etc.), suit par ailleurs les avancées technologiques.
Trois exemples illustrent cette évolution de notre conscience du risque :
- les matériaux modernes, qui n'existaient pas dans le passé, et qui engendrent désormais des incendies d'une ampleur inégalée dans l'Histoire de l'Homme (ex. : les matières plastiques, la chimie, etc.) ;
- les « nouvelles » activités technologiques (les installations classées pour la protection de l'environnement), dont la réglementation est apparue dans les années 1970 ;
- la réglementation relative aux établissements recevant du public (discothèques, maisons de retraite, etc.) ;
  - Organisation internationale du travail (OIT).

Chaque activité, de toute nature que ce soit, engendre des risques plus ou moins prononcés pour l'Homme, ses biens et l'environnement qui l'entoure. Afin de minimiser l'occurrence de ces risques (et donc de diminuer les conséquences qui en découlent) et ses conséquences, de nouveaux métiers sont apparus.
Ces métiers, que l'on assimilera à « la sécurité » dans son sens le plus large, visent à protéger notamment :
- les personnes (prévention des accidents et maladies professionnelles, amélioration des conditions de travail…)
  - Santé au travail ;
  - Prévention ;
- l'environnement (réglementation, surveillance des activités à risque…) ;
- les biens (bâtiments, machines, marchandises…) ;
  - AMDEC (Analyse des Modes de Défaillance, leurs Effets et de leur Criticité) ;
  - Étude de dangers ;
  - Sécurité au laboratoire.

La sécurité au travail repose sur des principes logiques, que l'on retrouvera par exemple dans les principes énoncés dans le Code du Travail :
- identifier et mesurer les risques (en termes de fréquence et de gravité)
  - Arbre des causes ;
  - Étude probabiliste de sûreté ;
  - Analyse décisionnelle des systèmes complexes.
- éviter les risques, dans la mesure du possible
  - Conception sécuritaire
- diminuer les risques, en choisissant par exemple des procédés moins dangereux
  - Sûreté de fonctionnement ;
- se protéger efficacement (en diminuant les conséquences, par exemple : détecter, compartimenter, se doter en moyens de secours adaptés, optimiser les conditions d'intervention des secours…)
  - Taux de défaillance ;
  - Système critique.

N'oubliez pas que malgré la présence de ces nouvelles professions, la sécurité au travail n'est pas que du ressort de spécialistes, c'est aussi l'affaire de tous. En effet, chacun a son propre rôle :
- être conscient des risques auxquels je suis exposé ;
- éviter le risque et la situation de danger, ne pas « bricoler » ;
- alerter en cas d'anomalie ;
- se mettre en sécurité face à une situation dangereuse.

### La sécurité des systèmes d'information
Ce sont les politiques et les procédures qui permettent d'éviter les intrusions (confidentialité), les incohérences (intégrité) et les pannes (disponibilité) des systèmes d'information, et qui définissent les règles d'authentification.
La sécurité des systèmes d'information est un domaine particulièrement stratégique de la sécurité, car, à travers les systèmes de contrôle, les systèmes de gestion, et d'une façon générale à travers l'ingénierie des systèmes, elle doit s'intéresser à l'interopérabilité des systèmes, et faire en sorte que la sécurité soit obtenue au travers de standards et de normes de description des structures de données.

### La sécurité des transports
La sécurité des transports est un thème de plus en plus sensible, en raison de l'interconnexion des réseaux de transport (intermodalité) et du transport de matières dangereuses.
Les différents types de sécurité correspondent aux modes de transport :
- Sécurité routière
- Sécurité ferroviaire
- Sécurité aérienne
- Sécurité en mer

### La sécurité nucléaire
La sûreté nucléaire concerne l'ensemble des dispositifs techniques organisationnels et humains permettant de protéger les personnes et l'environnement contre les effets d'actes malveillants (comme le vol, le détournement ou le sabotage) visant les matières nucléaires, les installations nucléaires ou les transports de matières nucléaires. Elle doit être distinguée de la sécurité nucléaire.

### Le social
La Sécurité sociale est un système assurant des ressources dans un certain espace financier prévu à cet effet ainsi que l'accès aux besoins essentiels (éducation, eau, nourriture, hygiène) à certains citoyens ayants droit hors catastrophe, guerre ou calamité, qui accès à une couverture de santé de par leur régime lié au statut (militaire) ou leur fonction d'état et leur pauvreté (si celle-ci est reconnue réelle par les collectivités locales et régionales par exemple). La sécurité sociale fait partie de la protection sociale, elle-même faisant partie de la politique sociale qui est intégrée dans la politique publique ou politique d'État commune. Les administrations de sécurité sociale sont les organismes de droit privé, chargés d'une mission de service public ou privée lorsque celle-ci est d'intérêt public légalement.

### La sécurité privée
La sécurité privée inclut diverses activités en fonction des pays, telles que d'une part les sociétés militaires privées, d'autre part la surveillance, le transport de fonds ou la protection physique des personnes à la demande et au bénéfice de particuliers ou de sociétés (voir Sécurité privée en France).
Les professions de sécurité privée peuvent également englober d'autres activités comme au Canada, les entreprises de serrurerie, mais aussi les activités de conseil en sécurité ou les systèmes électroniques de sécurité (alarmes).
En France la sécurité privée englobe les agences de recherches privées comme le rappelle un avis de la Commission nationale de déontologie de la sécurité qui confirme sa compétence sur les détectives privés.
Courant 2011, les sociétés d'intelligence économiques devaient être incluses dans un titre III de la loi sur les professions de sécurité privée, mais les dispositions ont été annulées par le Conseil constitutionnel et la loi du 14 mars 2011 a donc été promulguée sans le chapitre concernant cette activité qui, dès l'instant où elle effectue des investigations, tombe donc sous le coup du titre II de ce texte relatif aux agences de recherches privées.
En Belgique, les professions de sécurité englobent également les alarmes.
Lorsque la sécurité des biens et personnes devient une obsession au sein d'une société, on parle de sécuritarisme ou esprit sécuritaire.

## Facteur de sécurité
La notion de sécurité met en relation les milieux techniques et humains : elle touche directement la formation des personnes
Dans le domaine de l’ingénierie, cette approche est vérifiée de manière formelle .
Dans le domaine des services, on parle aussi de sûreté.

## Concepts principaux en sécurité

### Système de sécurité
Un système de sécurité est constitué des éléments suivants :
- un socle de principes et de concepts qui déterminent la conception de la sécurité propre à l’entité socio-politique qui le conçoit, qui l’adopte et/ou qui le met en œuvre, conformément aux ressorts et aux déterminants du modèle de société auquel il est associé ; un modèle porteur à la fois d’une identité articulée sur un système de valeurs et de principes, d’une vision du monde et de son évolution, ainsi que d’un projet politique et sociétal pour elle-même (et parfois également pour le monde),
- un cadre politique – une politique de sécurité – qui a vocation à fixer de manière qualitative des objectifs de sécurité (objectifs politiques, objectifs stratégiques, niveaux de sécurité…), et à définir le cadre doctrinal à partir duquel, et les régimes de garanties sur la base desquels cette entité entend agir pour atteindre de tels objectifs, conformément à sa propre conception de la sécurité,
- une stratégie de sécurité – ou tout au moins, un concept stratégique pour la politique de sécurité – qui a pour objectif de déterminer la manière dont cette entité entend mettre en œuvre sa politique de sécurité, en définissant des options alternatives dans l’emploi des instruments,
- un ensemble d’architectures (institutionnelle, fonctionnelle et organique) articulées entre elles de manière cohérente, et au moyen desquelles doit se déployer la stratégie de sécurité,
- ainsi qu’une stratégie des moyens qui précise la nature et le volume des ressources (organisationnelles, financières, matérielles, humaines…) que cette entité dédie à sa politique de sécurité.

### Politique de sécurité
Pour un État, une politique de sécurité constitue un élément central du système de sécurité découlant du modèle de sécurité que cet État a édifié. Elle consiste :
- à établir un équilibre acceptable de responsabilités et d’obligations mutuelles entre, d’une part, les détenteurs institutionnels des pouvoirs en matière de sécurité pour le compte de cet État et, d’autre part, la collectivité nationale qu’elle rassemble et leurs environnements extérieurs,
- à concevoir et à mettre en œuvre, tant pour son pilier interne que pour son pilier externe, un ensemble cohérent de garanties positives et de garanties négatives, assorti de mesures de confiance ainsi que de mesures de réassurance compatibles avec le modèle de société qu’elles sont destinées à consolider et à sauvegarder.

Pour une organisation régionale telle que l’Union européenne, une politique commune de sécurité constitue un élément central du système de sécurité découlant du modèle de sécurité que cette organisation a édifié. Elle consiste :
- à établir un équilibre acceptable de responsabilités et d’obligations mutuelles entre, d’une part, les détenteurs institutionnels des pouvoirs en matière de sécurité pour le compte de cette organisation régionale en tant que telle et, d’autre part, ceux de ses États membres, la collectivité qu’elle rassemble et leurs environnements extérieurs,
- à concevoir et à mettre en œuvre, tant pour son pilier interne que pour son pilier externe, un ensemble cohérent de garanties positives et de garanties négatives, assorti de mesures de confiance ainsi que de mesures de réassurance compatibles avec le modèle de société qu’elles sont destinées à consolider et à sauvegarder,
- et à offrir un cadre de convergences, d’harmonisations et de solidarités concrètes aux politiques de sécurité nationales des États parties à cette organisation régionale.

#### Garanties positives et négatives de sécurité
Les garanties négatives de sécurité consistent en un engagement d'une entité compétente en matière de sécurité et de la collectivité qu’elle rassemble à ne pas recourir ou menacer de recourir à des mesures coercitives à l’encontre de quiconque qui ne ferait courir aucun risque ou aucune menace sur la vie et les activités collectives et individuelles à l’intérieur de ses frontières (lorsqu’il s’agit de sécurité intérieure) ou à l’encontre de tiers parties à des traités, conventions, protocoles ou accords ayant trait à la sécurité (lorsqu’il s’agit de sécurité extérieure ou de sécurité internationale).
Les garanties positives de sécurité consolident les garanties négatives en engageant cette entité à prendre des mesures appropriées en cas de violation des obligations découlant de son droit interne (lorsqu’il s’agit de sécurité intérieure), ou des obligations découlant des traités, conventions, protocoles et accords ayant trait à la sécurité (lorsqu’il s’agit de sécurité extérieure ou de sécurité internationale). Ces dernières consistent en un grand nombre de mesures dédiées qui sont conçues et mises en œuvre de manière à permettre à cet acteur régional d’accomplir les fonctions opérationnelles suivantes :
- détecter et identifier les risques et les menaces, potentiels ou avérés, ainsi que leurs causes et leurs protagonistes ; en identifiant et en hiérarchisant les différentes occurrences ;
- préparer la collectivité à faire face à ces risques et menaces,
- identifier et réduire les vulnérabilités de la collectivité en regard de ces risques et menaces,
- dissuader les protagonistes de menaces potentielles,
- prévenir ces risques et menaces, notamment en décevant les protagonistes de menaces potentielles,
- protéger la collectivité, la vie de ses membres et ses activités collectives et individuelles contre des risques ou menaces avérés, par la voie de la parade ou de la riposte,
- poursuivre, juger et sanctionner les protagonistes des menaces avérées,
- stabiliser l’espace affecté, notamment en réparant les dégâts occasionnés et/ou en reconstruisant.

#### Mesures de confiance et de réassurance
Les mesures de confiance attachées à une politique de sécurité consistent principalement en des actions pacifiques de contrôle ou de vérification du respect d’obligations découlant de traités, conventions ou accords, qui sont entreprises dans le cadre d’un mandat international et qui sont régies par des codes de procédure définis et adoptés par la Communauté internationale.
Les mesures de réassurance consistent en la conclusion d’alliances, d’accords de sécurité et/ou de défense, et en l’établissement de Conventions et de Traités ayant pour objet la consolidation d’une dynamique de sécurité collective (ONU), de défense collective (OTAN), et/ou de sécurité coopérative (OSCE).

### Sécurité active et sécurité passive
Les mesures de sécurité sont des actions destinées à procurer ou à garantir la sécurité. On distingue :
- Les sécurités actives : Elles ont pour but de réduire la probabilité des incidences, de réduire le nombre d'accidents, de la même façon que la prévention primaire réduit le risque de déclaration ou d'incidence des maladies ;
- Les sécurités passives : Elles ont pour but de réduire les conséquences des accidents, de la même façon que la prévention secondaire réduit les conséquences et les suites des maladies, une fois que celles-ci sont déclarées. Un exemple typique de sécurité passive est la ceinture de sécurité. La loi impose aux automobilistes de s'attacher à leur siège avec une ceinture de sécurité.

### Les éléments intervenant en sécurité
- Risque
- Menace (primaire, secondaire)
- Vulnérabilité
- Impact
- Facteur de risque
- Défense en profondeur
- Assurance
- Risque majeur
- Sécurisation

### Les standards de sécurité
En sécurité informatique, on trouve les standards suivants :
- Critères communs (ISO 15408), qui sont les critères de base de la sécurité informatique.
- Tiers de confiance
- Profil de protection
- ISO 17799:2000, norme pour le management de la sécurité de l'information,
- ISO 17799:2005, norme pour le management de la sécurité de l'information.

Cette dernière norme est toutefois en cours de réactualisation, sous une forme plus globale, avec la série ISO 27000 (voir ISO/CEI 27001, 2013).
Une meilleure sécurité peut être obtenue, sur les aspects d'interopérabilité des systèmes, par une meilleure standardisation des données. Ce chapitre fait l'objet de l'architecture de données et de la sécurité des données.
Sur l'aspect normatif, voir :
- Les normes en général,
- La liste de normes ISO par domaines

## Failles de sécurité
Les produits qui n'offrent pas la sécurité à laquelle on peut s’attendre, notamment en fonction :
- de la présentation du produit ;
- de l’usage raisonnable du produit ;
- du moment de la mise en circulation du produit ;

sont considérés par la législation européenne comme des produits défectueux.
La commercialisation de tels produits engage la responsabilité du producteur.